# 磯部裕次郎
磯部 裕次郎（いそべ ゆうじろう、1997年6月24日 - ）は、北海道釧路市出身のプロアイスホッケー選手。ポジションはゴールテンダー。IJリーグの東京ワイルズに所属。

## 経歴

### アマチュア時代
幼少時にアイスホッケーを始め、釧路市の鳥取中学校に所属。
高校は北海道の武修館高等学校に進学。3年生の時にインターハイ優勝。
武修館高校でのインターハイ優勝タイトルの実力が認められ、2016年に明治大学へ入学。
大学1年生の時にU-18ユニバーシアードに選出されオーストリア戦ではゲームベストプレイヤーになる。
4年生時にインカレ3位になり、4連覇は逃すが、1，2，3年生時にインカレ3連覇に貢献。
東北フリーブレイズの伊藤崇之、横浜GRITSの古川駿とはGK豊作のほぼ同年代でもあり、互いに切磋琢磨しながら戦った良きライバルであった。

### イーグルス時代
2020年にアジアリーグアイスホッケーの王子イーグルスに入団。
2022年4月1日に退団。

### クレインズ時代
2022年6月29日にひがし北海道クレインズへ入団。
2023年5月2日に給料が未払いであることを理由として、チームの大部分の選手及び監督などのスタッフとともに退団。

### ワイルズ時代
2023年6月21日に北海道ワイルズに加入した。
2024年にワイルズが拠点を東京に移し、IJリーグに加盟してチーム名が東京ワイルズと改められた中、5月31日に6月3日からの氷上練習に参加する選手として発表された。

## 人物

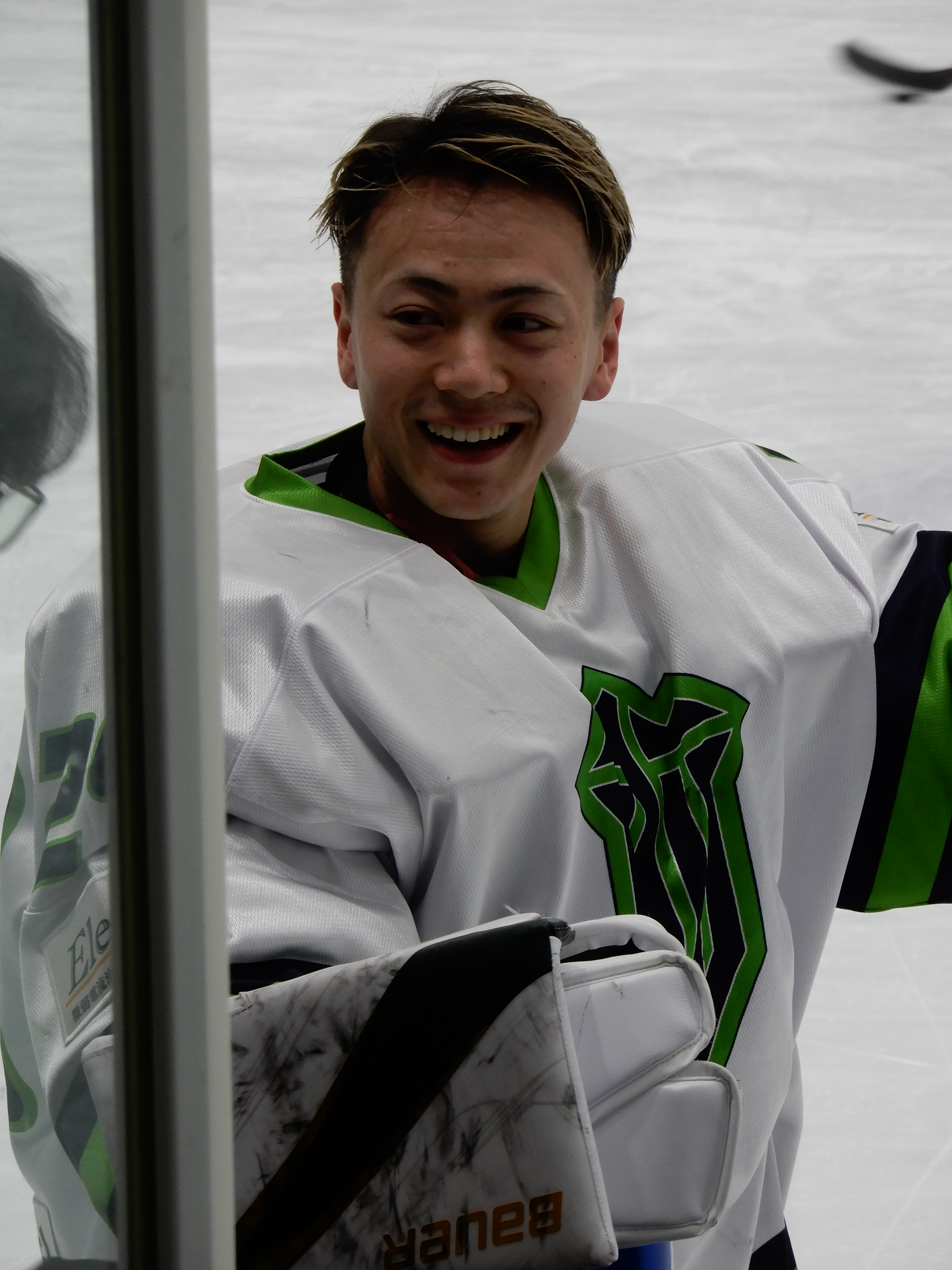
北海道ワイルズ時代
（2024年3月10日、新横浜スケートセンターにて）

アグレッシブなGKスタイルではあるが、一旦GKマスクを外すと端正な顔立ちにより女性ファンが非常に多い。
プレースタイルは至って真面目でGK向きな性格。上背こそは180ｃｍに満たないが天性の柔軟さと日々のハードワークにより非常に怪我が少ない。
更にスケーティング技術は日本代表でもあり日本人初のNHLプレイヤーである福藤豊も絶賛する程であり、定期的に日本各地で開催される若林弘紀のGKクリニックに常にデモンストレーションGKとして呼ばれる程に素晴らしい素質を持つ。

## 詳細情報

### 代表歴
- 世界選手権 U18 U20日本代表
- ユニバーシアード大会 日本代表